# Schnitzler (österreichische Familie)
Die Familie Schnitzler ist eine österreichisch-jüdische Familie, die im 19. Jahrhundert von Ungarn nach Österreich zog.
Das älteste bekannte Familienmitglied ist Johann Schnitzler (1835–1893). Er wurde als Mediziner und als Gründer der Allgemeinen Wiener Poliklinik bekannt.
Der älteste seiner Söhne war der Schriftsteller Arthur Schnitzler (1862–1931). Ein weiterer Sohn war der Universitätsprofessor und Mediziner Julius Schnitzler (1865–1939). Eine Schwester war Gisela (1867–1953). Sie war mit dem Mediziner Markus Hajek verheiratet.
Aus der Ehe Arthurs mit Olga Gussmann (1882–1970) gingen zwei Kinder hervor. Der Schauspieler und Regisseur Heinrich Schnitzler (1902–1982), der auch die Zugänglichkeit zum Nachlass seines Vaters ermöglichte, und die Tochter Lili (1909–1928).
Heinrichs Sohn ist der Musiker und Naturschützer Michael Schnitzler  (* 1944). Er kehrte aus den Vereinigten Staaten, wohin seine Familie vor den Nationalsozialisten emigrieren konnte, nach Österreich zurück. Auf seine Initiative geht der Regenwald der Österreicher in Costa Rica zurück.